# Valley Benchmark
Valley Benchmark — приложение-бенчмарк для тестирования производительности, основанное на 3D-движке UNIGINE. Приложение было разработано компанией UNIGINE в 2013 году для измерения производительности и стабильности видеокарт. Пользователи могут выбрать величину нагрузки — от базовой (Basic) до экстремальной (Extreme HD) — либо настроить параметры вручную. Тестовая 3D-сцена представляет собой долину посреди гор, проработанную до каждого листочка дерева и лепестка цветка. Площадь долины составляет 64 км2.
Valley и другие бенчмарки компании UNIGINE часто используются обозревателями компьютерных комплектующих для измерения производительности графики, а также оверклокерами в онлайн- и офлайн-соревнованиях в разгоне видеокарт. После завершения теста Valley (или другой бенчмарк от компании UNIGINE) показывает результат в баллах: чем выше значение, тем выше производительность.

## Технологические особенности
- Графика на базе движка UNIGINE 1 Engine
- Поддержка Windows XP, Windows Vista, Windows 7, Windows 8, Linux, macOS
- Мониторинг температуры и частоты графического процессора
- 64 км2 высокодетализированного бесшовного ландшафта
- Создание и размещение процедурного контента
- Задаваемая пользователем динамическая погода
- Поддержка стерео-3D и конфигураций с несколькими мониторами
- Кинематографические и интерактивные режимы управления камерой